# Слатки филм
Слатки филм (енгл. Sweet movie) је авангардна надреалистичка комедија-драма из 1974. године, коју је написао и режирао југословенски редитељ Душан Макавејев.
Међународна копродукција компанија из Француске, Канаде и Западне Немачке, филм прати две жене: канадску краљицу лепоте, која представља модерну робну културу, и капетана на броду натовареног слаткишима и шећером, која је пропала комунистичка револуционарка.

## Улоге
| Глумац            | Улога                       |
| ----------------- | --------------------------- |
| Карол Лор         | Мисс Монде 1984/Мисс Канаде |
| Џон Вернон        | Господин Капитал            |
| Џејн Малет        | PDG/Chastity Belt Lady      |
| Рој Календер      | Jeremiah Muscle             |
| Сами Фре          | El Macho                    |
| Ана Пруцнал       | Anna Planeta/Capt. Ann      |
| Пјер Клементи     | Потемкинов морнар           |
| Ото Мул           | Члан Therapie-Komune        |
| Марпеса Даун      | Mama Communa                |
| Сони Форбс        |                             |
| Терезе Шулмајстер |                             |
| Рената Штајгер    |                             |
| Денис Бучер       |                             |
| Луј Бесјер        |                             |
| Макс Фишер        |                             |
| Катрин Сола       |                             |
| Ханси Рол         |                             |
| Херберт Штампфл   |                             |
| Сабине Ходпен     |                             |
| Робин Гамел       |                             |
| Вивијан Вашон     |                             |

## Радња
Један наратив прати Мис Монде 1984/Мис Канаде, која побеђује на такмичењу „најдевичаније“; њена награда је брак са тајкуном из млечне индустрије. Међутим, након његовог понижавајућег пуританског увода у сношај, она своју намеру да препусти својој свекрви која је у том тренутку замало убије. Породични телохранитељ је одводи, додатно је понижава и на крају је спакује у ковчег за Париз. Она се налази на Ајфеловој кули, где се одсутно среће и има однос са латино певачем Ел Мачоом. Сексуални чин прекидају обилазеће монахиње које плаше љубавнике у пенис каптивус. У свом посткоиталном шокираном стању, усвојена је у заједницу уметника коју води Ото Муел, где проналази нежну бригу. Комуна практикује неке ослобађајуће сеансе, где члан, уз помоћ осталих, пролази кроз искуство (поновног) рођења, плаче, мокри и врши нужду као беба, док га други чисте и мазе. Касније је виђена како глуми за опсцену рекламу, у којој је гола, преливена течном чоколадом.
Други наратив укључује жену, Ану Планету, која управља чамцем пуним слаткиша у каналима Амстердама, Холандија, са великом папирмахе главом Карла Маркса на прамцу. Она покупи морнара који стопира Потемкина, иако га упозорава да ће га она убити ако се заљуби. Он игнорише њене бројне предлоге да оде и њихов однос се развија. На крају, у стању вођења љубави, она га убоде на смрт у њихов нидус шећера. Она такође заводи децу у свој свет слаткиша и револуције. На крају је ухапси и ухапси полиција која је положила пластичне џакове у којима су била тела деце на страни канала, што имплицира да је и њих убила Планета. Филм се завршава тако што се деца, коју други не виде, поново рађају из својих пластичних чахура.

## Производња
Филм је изазвао буру контроверзи по објављивању, са сценама копрофилије, еметофилије, имплицираног злостављања деце и снимцима остатака жртава пољског Катинског масакра. Филм је забрањен у многим земљама, укључујући Велику Британију, или је био озбиљно исечен; и даље је забрањен у многим земљама до данас. Пољске власти су забраниле Пруцнал да користи свој пасош на филму, што јој је ефективно забранило улазак у своју родну земљу током неколико година.

### Критички одговор
Слатки филм је добио различите критике од критичара. На веб-сајту агрегатора рецензија Ротен Томатос, филм има оцену одобравања од 50% на основу 22 рецензије, са просечном оценом 5,4/10. 

### Кућни медији
Филм је било скоро немогуће пронаћи од његовог првобитног издања 1974. године, али је Критерион објавио филм на ДВД-у региона 1, 19. јуна 2007.